# Plötzky
Plötzky – dzielnica miasta Schönebeck (Elbe) w Niemczech, w kraju związkowym Saksonia-Anhalt, w powiecie Salzland. Leży ok. 50 km na południe od Magdeburga, na lewym brzegu Łaby.
Do 31 grudnia 2008 Plötzky było samodzielną gminą należącą do wspólnoty administracyjnej Schönebeck.